# Luciano Cabrera
Luciano Cabrera, vollständiger Name Luciano Cabrera Cabrera, (* 12. Mai 1982 in Young) ist ein uruguayischer ehemaliger Fußballspieler.

## Karriere
Der 1,79 Meter große Mittelfeldakteur Cabrera stand zu Beginn seiner Karriere in den Jahren 2001 bis Mitte 2005 in Reihen des in Montevideo beheimateten Klubs Huracán Buceo. In der Saison 2005/06 spielte er für den Club Atlético Basáñez. In der Apertura 2006 gehörte er dem Uruguay Montevideo FC an. Von dort wechselte er zum Jahresbeginn 2007 bis Ende Juli 2010 zum Club Sportivo Cerrito. Bei den Montevideanern lief er in der Clausura 2007 in 13 Spielen der Primera División auf und schoss ein Tor. Dem folgten in der Saison 2009/10 je nach Quellenlage 16 oder 17 weitere Erstligaeinsätze für den Klub. Nachdem er sich im Januar 2011 dem Club Atlético Rentistas angeschlossen hatte, kam er dort in der Clausura 2011 in neun Partien der Segunda División zum Einsatz und erzielte zwei Treffer. In der Saison 2011/12 bestritt er weitere sechs Erstligabegegnungen (kein Tor) für den Klub. Ab Mitte 2013 setzte er seine Karriere in Argentinien bei Gimnasia y Tiro fort und absolvierte neun Spiele (ein Tor) im Torneo Argentino A sowie eine Partie (kein Tor) in der Copa Argentina. Im Januar 2014 wurde er vom ecuadorianischen Verein SD Aucas unter Vertrag genommen. Ab Ende August 2014 folgte ein Engagement beim uruguayischen Zweitligisten Villa Teresa. Dort bestritt er in der Saison 2014/15 neun Zweitligabegegnungen ohne persönlichen Torerfolg.